# Saison 6 de FBI : Duo très spécial
Chronologie
Saison 5 terminée
Cet article présente les six épisodes de la sixième et dernière saison de la série télévisée américaine FBI : Duo très spécial (White Collar).

## Synopsis
Neal Caffrey est un prisonnier arrêté après trois années de recherche. Alors qu'il ne lui reste que trois mois à faire, afin que sa sentence de quatre ans soit complète, il s'échappe d'une prison fédérale dont le niveau de sécurité est maximal pour retrouver sa fiancée. Peter Burke, l'agent du FBI qui a capturé Caffrey, le retrouve. Cette fois, Caffrey donne à Burke des informations sur des preuves d'une autre affaire ; toutefois, cette information a un prix : Burke doit rencontrer Caffrey. Durant cette rencontre, Caffrey lui propose un marché : il aide Burke à capturer d'autres criminels comme travail d'intérêt général et sera relâché à la fin de celui-ci. Burke approuve, après quelques hésitations. Un jour après avoir été relâché, Caffrey vit déjà dans une des maisons les plus chères de Manhattan, après avoir convaincu une veuve âgée de le laisser habiter dans sa chambre d'amis. Après avoir réussi sa première mission, Caffrey a prouvé à Burke qu'il va effectivement l'aider et qu'il n'essayera plus de s'enfuir. Toutefois, au même moment, Caffrey recherche toujours sa fiancée, qu'il pense être en danger. Toutefois celle-ci est tuée dans la saison 1.

## Distribution

### Acteurs principaux
- Matthew Bomer (VF : Jérémy Bardeau) : Neal Caffrey, spécialiste de l'arnaque et faussaire très intelligent
- Tim DeKay (VF : Pierre Tessier) : agent spécial Peter Burke
- Tiffani-Amber Thiessen (VF : Virginie Méry) : Elizabeth Burke, femme de Peter
- Willie Garson (VF : Georges Caudron) : Mozzie, ami et indic de Neal
- Marsha Thomason (VF : Laura Zichy) : agent spécial Diana Barrigan
- Sharif Atkins (VF : Raphaël Cohen) : agent spécial Clinton Jones

### Acteurs récurrents
- Ross McCall (VF : Boris Rehlinger) : Matthew Keller

## Production

### Développement
Le 21 mars 2014, la série a été renouvelée pour cette sixième et dernière saison de six épisodes.

### Casting
En juillet 2014, Ross McCall est annoncé pour reprendre son rôle de Matthew Keller lors de cette saison.
Tous les acteurs principaux sont confirmés pour cette saison.

## Liste des épisodes

### Épisode 1:Les Pink Panthers
- États-Unis : 6 novembre 2014 sur USA Network[4]
- France : 
  - 11 avril 2015 sur Série Club[5]
  - 13 décembre 2016 sur M6

- États-Unis : 1,54 million de téléspectateurs[6] (première diffusion)

- Toby Leonard Moore (Jim Booth)
- Gavin Lee (Alan Woodford)
- Justin Morck (Fat Charlie)

### Épisode 2:Noir marché
- États-Unis : 13 novembre 2014 sur USA Network
- France : 
  - 11 avril 2015 sur Série Club[5]
  - 14 décembre 2016 sur M6

- États-Unis : 1,36 million de téléspectateurs[7] (première diffusion)

- Gavin Lee (Alan Woodford)
- Paloma Guzman (Bianca)
- Ross McCall (Matthew Keller)
- Michael Potts (David)

### Épisode 3:Exodus
- États-Unis : 20 novembre 2014 sur USA Network
- France : 
  - 11 avril 2015 sur Série Club[5]
  - 14 décembre 2016 sur M6

- États-Unis : 1,38 million de téléspectateurs[8] (première diffusion)

- Ross McCall (Matthew Keller)
- Isaac de Bankolé (Luc Renaud)
- Laura Ramsey (Amy Harris)

### Épisode 4:La Belle Arnaqueuse
- États-Unis : 4 décembre 2014 sur USA Network
- France : 
  - 18 avril 2015 sur Série Club
  - 15 décembre 2016 sur M6

- États-Unis : 1,59 million de téléspectateurs[9] (première diffusion)

- Gavin Lee (Alan Woodford)
- Isaac de Bankolé ((Luc Renaud)
- William Ragsdale (Jack Conroy)
- Megan Dodds 	(Eva Perkins)

### Épisode 5:Trouver la taupe
- États-Unis : 11 décembre 2014 sur USA Network
- France : 
  - 18 avril 2015 sur Série Club
  - 15 décembre 2016 sur M6

- États-Unis : 1,57 million de téléspectateurs[10] (première diffusion)

- Gavin Lee (Alan Woodford)
- Isaac de Bankolé (Luc Renaud)
- Ross McCall (Matthew Keller)
- Lucas Salvagno (Sergio)

### Épisode 6:Au revoir
- États-Unis : 18 décembre 2014 sur USA Network
- France : 
  - 18 avril 2015 sur Série Club
  - 16 décembre 2016 sur M6

- États-Unis : 1,87 million de téléspectateurs[11] (première diffusion)

- Gavin Lee (Alan Woodford)
- Jennifer Cortese (Chloe)
- Ross McCall (Matthew Keller)
- Lucas Salvagno (Sergio)